# Arquebisbat de Kinshasa
L'arquebisbat de Kinshasa (francès: Archidiocèse de Kinshasa; llatí: Archidioecesis Kinshasana) és una seu metropolitana de l'Església Catòlica a la República del Congo. El 2013 tenia 5.830.000 batejats sobre una població de 10.516.000 habitants. Actualment està regida per l'arquebisbe cardenal Fridolin Ambongo Besungu.

## Territori
L'arxidiòcesi comprèn la ciutat de Kinshasa, on es troba la catedral de la Mare de Déu del Congo.
S'estén sobre 8.500 km² i està dividit en 143 parròquies.

## Història
La missió sui iuris del Congo Belga va ser erigida el 22 de novembre de 1886, prenent el territori de la prefectura apostòlica del Congo Inferior (avui arquebisbat de Luanda) i del vicariat apostòlic de les Dues Guinees (avui arquebisbat de Libreville).
L'11 de maig de 1888 la missiósui iuris va ser elevada a vicariat apostòlic.
El 3 d'abril de 1919, en virtut del breu apostòlic Quae Catholico nomini del Papa Benet XV, cedí una part del seu territori per tal que s'erigís el vicariat apostòlic de Nouvele-Anvers (avui bisbat de Lisala), i contextualment assumí el nom de vicariat apostòlic de Léopoldville.
Posteriorment, ha cedit més porcions de territori per tal que s'erigissin o ampliessin noves circumscripcions eclesiàstiques:
- el 26 de febrer de 1934 a avantatge del vicariat apostòlic de Lulua e Katanga centrale (avui bisbat de Kamina) i de l'erecció del vicariat apostòlic di Boma (avui diòcesi);
- el 14 de juny de 1951 a avantatge de l'erecció de la prefectura apostòlica de Kole (avui diòcesi);
- el 29 de juny de 1953 a avantatge de l'erecció del vicariat apostòlic d'Inongo (avui diòcesi).

El 10 de novembre de 1959 el vicariat apostòlic va ser elevat al rang d'arxidiòcesi metropolitana per la butlla Cum parvulum del Papa Joan XXIII.
El 30 de maig de 1966 assumí el seu nom actual.

## Cronologia episcopal
- Camille Van Ronslé, C.I.C.M. † (5 de juny de 1896 - 4 de març de 1926 renuncià)
- Natale de Cleene, C.I.M. † (4 de març de 1926 - 20 de juliol de 1932 renuncià)
- Giorgio Six, C.I.C.M. † (26 de febrer de 1934 - 24 de novembre de 1952 mort)
- Félix Scalais, C.I.C.M. † (29 de juny de 1953 - 7 de juliol de 1964 renuncià)
- Joseph-Albert Malula † (7 de juliol de 1964 - 14 de juny de 1989 mort)
- Frédéric Etsou-Nzabi-Bamungwabi, C.I.C.M. † (7 de juliol de 1990 - 6 de gener de 2007 mort)
- Laurent Monsengwo Pasinya, 6 de desembre de 2007 - 1 de novembre de 2018 jubilat)
- Fridolin Ambongo Besungu, OFMCap (des de l'1 de novembre de 2018)

## Estadístiques
A finals del 2013, la diòcesi tenia 5.830.000 batejats sobre una població de 10.516.000 persones, equivalent al 55,4% del total.
| any  | població  | població   | població | sacerdots | sacerdots       | sacerdots       | sacerdots             | diaques | religiosos | religiosos | parròquies |
| ---- | --------- | ---------- | -------- | --------- | --------------- | --------------- | --------------------- | ------- | ---------- | ---------- | ---------- |
| any  | batejats  | total      | %        | total     | clergat secular | clergat regular | batejats por sacerdot | diaques | homes      | dones      |            |
| 1950 | 116.631   | 481.653    | 24,2     | 114       | 4               | 110             | 1.023                 |         | 169        | 166        |            |
| 1970 | 560.300   | 1.250.000  | 44,8     | 225       |                 | 225             | 2.490                 |         | 322        | 337        | 30         |
| 1980 | 1.096.000 | 2.030.000  | 54,0     | 234       | 44              | 190             | 4.683                 |         | 325        | 331        | 73         |
| 1988 | 1.700.000 | 3.400.000  | 50,0     | 325       | 113             | 212             | 5.230                 |         | 498        | 382        | 94         |
| 1998 | 3.700.000 | 6.000.000  | 61,7     | 707       | 330             | 377             | 5.233                 |         | 914        | 1.271      | 123        |
| 2001 | 3.900.000 | 6.500.000  | 60,0     | 591       | 354             | 237             | 6.598                 |         | 667        | 1.123      | 125        |
| 2002 | 3.900.000 | 6.500.000  | 60,0     | 639       | 363             | 276             | 6.103                 |         | 764        | 1.141      | 125        |
| 2003 | 3.900.000 | 6.500.000  | 60,0     | 793       | 405             | 388             | 4.918                 |         | 921        | 1.206      | 125        |
| 2004 | 3.500.000 | 7.000.000  | 50,0     | 991       | 311             | 680             | 3.531                 |         | 1.139      | 1.679      | 125        |
| 2006 | 3.601.000 | 7.203.000  | 50,0     | 1.038     | 336             | 702             | 3.469                 |         | 1.249      | 1.813      | 125        |
| 2013 | 5.830.000 | 10.516.000 | 55,4     | 1.166     | 196             | 970             | 5.000                 |         | 1.661      | 1.982      | 143        |